# Поли, Оскар де
Виконт Оскар-Филипп-Франсуа-Жозеф де Поли (фр. Oscar-Philippe-François-Joseph de Poli; 14 мая 1838, Рошфор — 6 января 1908) — французский писатель

-романист, историк.

## Биография
Оскар де Поли происходил из дворянской семьи. Обучение проходил в военном колледже и духовной семинарии в Орлеане. Служил с 1860 года в рядах папских зуавов, участвовал в битве при Кастельфидардо, затем командовал зуавской бригадой св. Патрика в Дублине; позже на несколько лет вернулся к гражданской жизни, тогда и написав значительную часть своих произведений. С 20 декабря 1864 года (в некоторых источниках с 1865 года) получил от папы Пия IX титул римского графа. В мае 1865 года женился. Участвовал в обороне Рима от сторонников объединения Италии в 1870 году, защищая в том числе кардиналов. Придерживался монархических взглядов. Был масоном.
С мая по декабрь 1877 года был префектом департамента Канталь, также некоторое время возглавлял совет по геральдике Франции; в 1890 году был основателем и первым президентом международного комитета кавалеров папских орденов.
Основной период его творчества пришёлся на 1861—1866 годы; писал в основном исторические романы. Наиболее известные сочинения: «Souvenirs du bataillon des zouaves pontificaux» (1861), «De Paris à Castelfidardo» (1866), «Des Origines du royaume d’Yvetot» (1872), «Louis XVIII» (1880), «Les Régicides» (1884; исторический роман), «Introduction à l’histoire généalogique» (1887).